# おお美しき地
おお美しき地（おおうつくしきち、原題：O Land of Beauty!）はセントクリストファー・ネイビスの国歌である。ケンリック・ジョージズによって作詞、作曲された。1983年に採用された。

## 歌詞
O Land of Beauty!
Our country where peace abounds,
Thy children stand free
On the strength of will and love.
With God in all our struggles,
St. Kitts and Nevis be
A nation bound together,
With a common destiny.
As stalwarts we stand
For justice and liberty.
With wisdom and truth
We will serve and honour thee.
No sword nor spear can conquer
For God will sure defend.
His blessings shall forever
To posterity extend.

## 日本語訳
おお美しき地よ！
平和が広がりし我らの国よ
汝の子らは自由なる地に立つ
意志と愛の力によって
神は常に我らと共に
セントキッツ・ネイビスは
団結せし国なり
同じ運命によって
我らは強固に立つ
正義と自由のために
知恵と真理を持ちて
汝に仕え 汝を讃えん
剣にも槍にも 我らを屈さすことはできぬ
神が守って在られるのだ
神の祝福が永遠に
後世にも広がってあれ